# Diamond Princess
Diamond Princess (z ang. „Diamentowa księżniczka”) – zarejestrowany w Wielkiej Brytanii i zwodowany w 2004 roku wycieczkowy statek pasażerski.

## Trasy
Od czasu kursuje głównie po Oceanie Spokojnym pomiędzy Azją (Japonia, Filipiny), a Australią (Australia, Nowa Zelandia).
W 2018 roku właściciel statku rozpoczął sprzedaż wycieczek dookoła świata. Podczas 111-dniowego rejsu pasażerowie mogli odwiedzić Amerykę Północną, Oceanię, Subkontynent indyjski, południową Afrykę i Amerykę Południową. Długość rejsu wynosiła 34 287 mil morskich, a na jego trasie znalazło się 26 państw i 20 obiektów z listy światowego dziedzictwa UNESCO.

## Epidemie na pokładzie statku

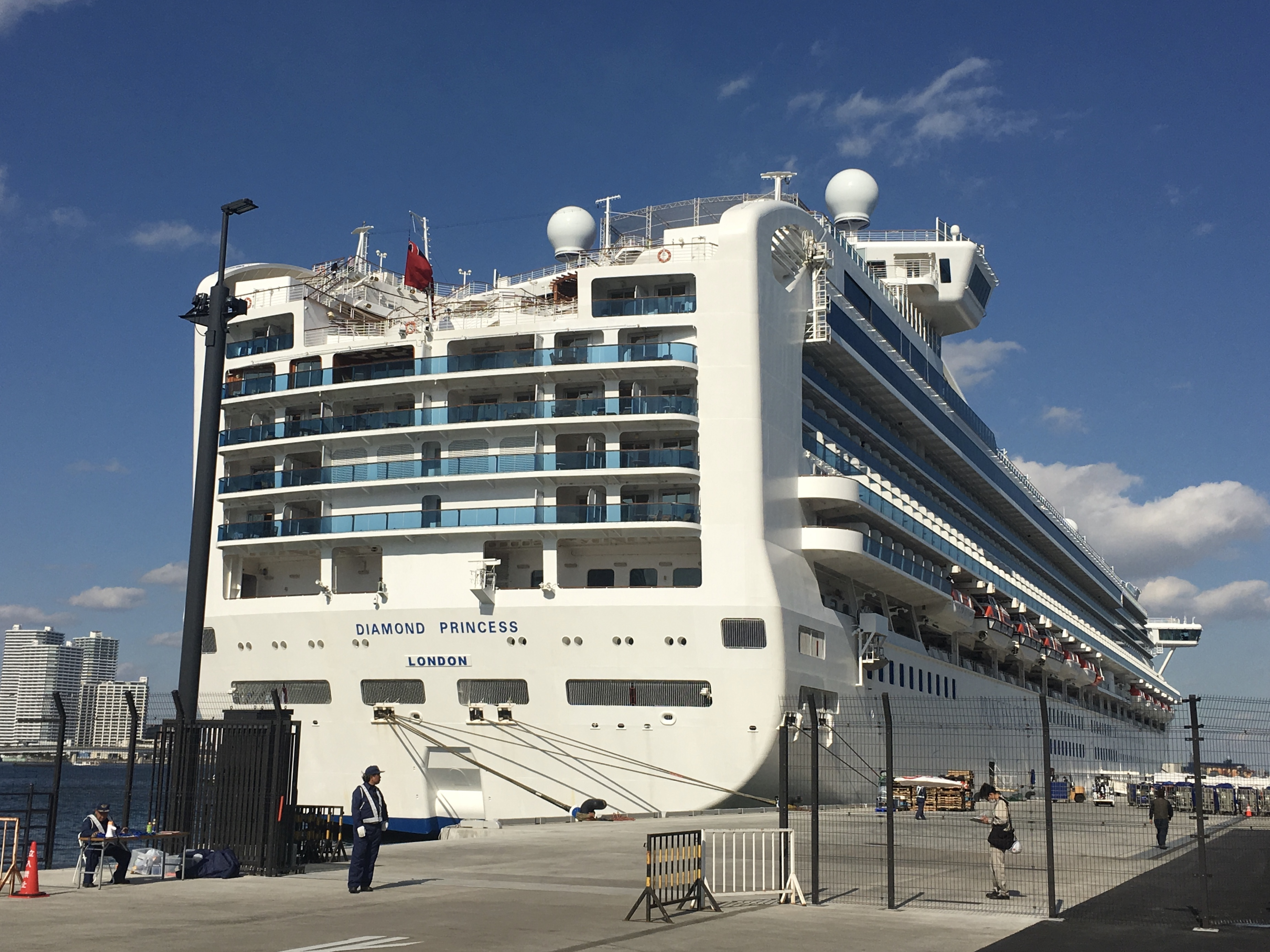
Statek w porcie Jokohama w listopadzie 2019 roku

### Wybuch epidemii norowirusa w 2016 roku
W lutym 2016 Diamond Princess doznała wybuchu epidemii norowirusa, podczas której zachorowało 158 pasażerów i członków załogi. Wszyscy chorzy zeszli na ląd 4 lutego 2016 roku w porcie w Sydney.

### Wybuch pandemii COVID-19 w 2020 roku
W dniu 20 stycznia 2020 80-letni pasażer z Hongkongu zaokrętował się w Jokohamie, przepłynął jeden odcinek trasy i 25 stycznia wysiadł na ląd w Hongkongu. Sześć dni po opuszczeniu statku został hospitalizowany, a tego samego dnia został pozytywnie zdiagnozowany na obecność SARS-CoV-2 w swoim organizmie.
Po ogłoszeniu wyników pacjenta 4 lutego, statek został poddany kwarantannie w porcie Jokohama. 1 marca wszyscy pasażerowie oraz członkowie załogi zeszli na ląd i zostali poddani kwarantannie w miejscowym szpitalu.
Na dzień 18 marca co najmniej 712 z 3711 pasażerów i członków załogi uzyskało wynik pozytywny na obecność wirusa w organizmie. 6 marca liczba ofiar śmiertelnych osiągnęła 7. Do dnia 24 marca liczba ofiar śmiertelnych wśród pasażerów statku wzrosła do 10. 14 kwietnia zmarła 14 ofiara.